# Лозичне
Лози́чне — село в Україні, у Судилківській сільській територіальній громаді Шепетівського району Хмельницької області. Герб є промовистим.
Населення села становить 615 осіб (2023).

## Географія
Лозичне розташоване на південь від села Судилків, на річці Косецька, одній з лівих приток Цвітохи (збудовано 3 ставки). В селі діє церква, сільський клуб (з 1970 року),сільська бібліотека.З центром сільради сполучене асфальтованою дорогою.

## Назва
Раніше територію села займали густі зарослі – лози. Наші прадіди сюди переселилися з навколишніх хуторів під час нашестя татаро –монголів на українські землі. Через густі зарості – лози, які оточували річку Квосу, село і отримало назву Лозичне.

## Історія
В липні 2010 року громадою села, за фінансової допомоги Фонду сталого розвитку «Стара Волинь», було збудовано спортивний майданчик та сільський парк культури і відпочинку.

## Символіка
Герб символізує назву села (вербова лоза). Через густі зарості – лози, які оточували річку Квосу, село і отримало назву Лозичне.